# Rekishiteki kanazukai
 (décembre 2010).
Si vous disposez d'ouvrages ou d'articles de référence ou si vous connaissez des sites web de qualité traitant du thème abordé ici, merci de compléter l'article en donnant les références utiles à sa vérifiabilité et en les liant à la section « Notes et références ».
Rekishiteki kanazukai (歴史的仮名遣, usage historique des kanas), appelé aussi kyū kanazukai (旧仮名遣, ancien usage des kanas) ou encore sei kanazukai (正仮名遣, usage correct des kanas), est un usage des kanas basé non sur la prononciation des kanas en usage actuellement (現代仮名遣, gendai kanazukai), mais sur la forme originale des mots.

## Généralités
- Deux kanas obsolètes aujourd'hui : ゐ (ヰ en katakana) et ゑ (ヱ) sont utilisés. Dans l'usage actuel des kanas, comme leur prononciation est pareille à celle de い et え, ils sont remplacés systématiquement par ces derniers.
- L'emploi des petits kanas, ぁぃぅぇぉっゃゅょ, n'est pas obligatoire.
- Il y a un grand décalage entre la prononciation et l'écriture.

## Exemples
|      | Usage historique | Usage actuel | Traduction        |
| 今日 | けふ kefu        | きょう kyō   | aujourd'hui       |
| 蝶   | てふ tefu        | ちょう chō   | papillon          |
| 居る | ゐる wiru        | いる iru     | être, rester      |
| 哀れ | あはれ ahare     | あわれ aware | être désespéré(e) |
| 帰る | かへる kaheru    | かえる kaeru | retourner         |
| 夷   | ゑびす webisu    | えびす ebisu | sauvage           |
| 菓子 | くゎし kwashi    | かし kashi   | sucrerie          |

### Conjugaison d’un verbe
Le verbe iu (言う) signifie « dire ».
| Bases        | Orthographe historique | Orthographe historique | Orthographe actuelle | Orthographe actuelle | Signification      |
| Imperfectif  | 言はない 言はう        | ihanai ihau            | 言わない 言おう      | iwanai iō            | ne pas dire disons |
| Continuatif  | 言ひます               | ihimasu                | 言います             | iimasu               | dire (poli)        |
| Terminal     | 言ふ                   | ifu                    | 言う                 | iu                   | dire               |
| Attributif   | 言ふとき               | ifu toki               | 言うとき             | iu toki              | quand on dit       |
| Hypothétique | 言へば                 | iheba                  | 言えば               | ieba                 | si on dit          |
| Impératif    | 言へ                   | ihe                    | 言え                 | ie                   | dis, dites         |